# Paul Lemmerz

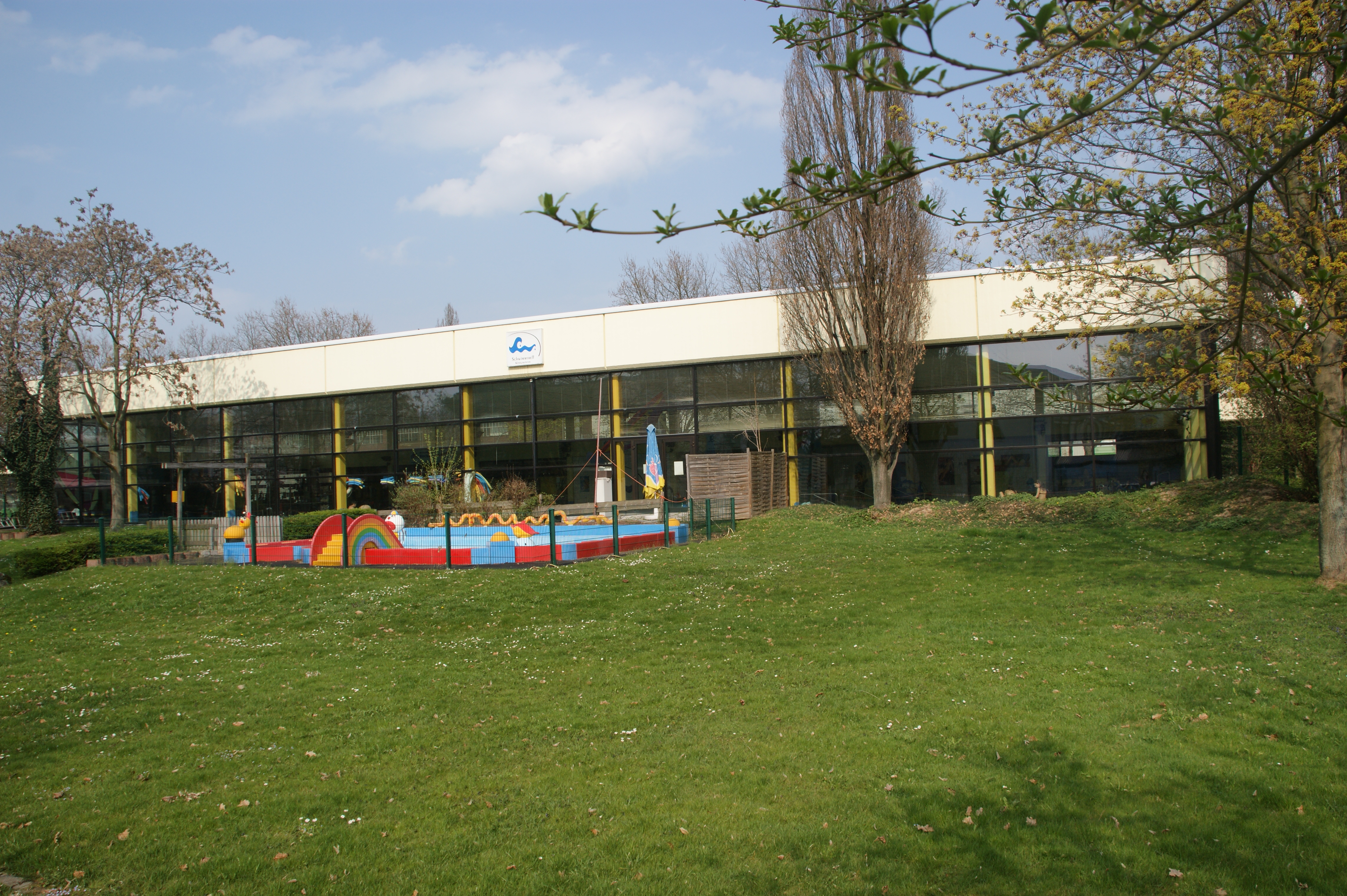
Paul-Lemmerz-Hallenbad, 2009

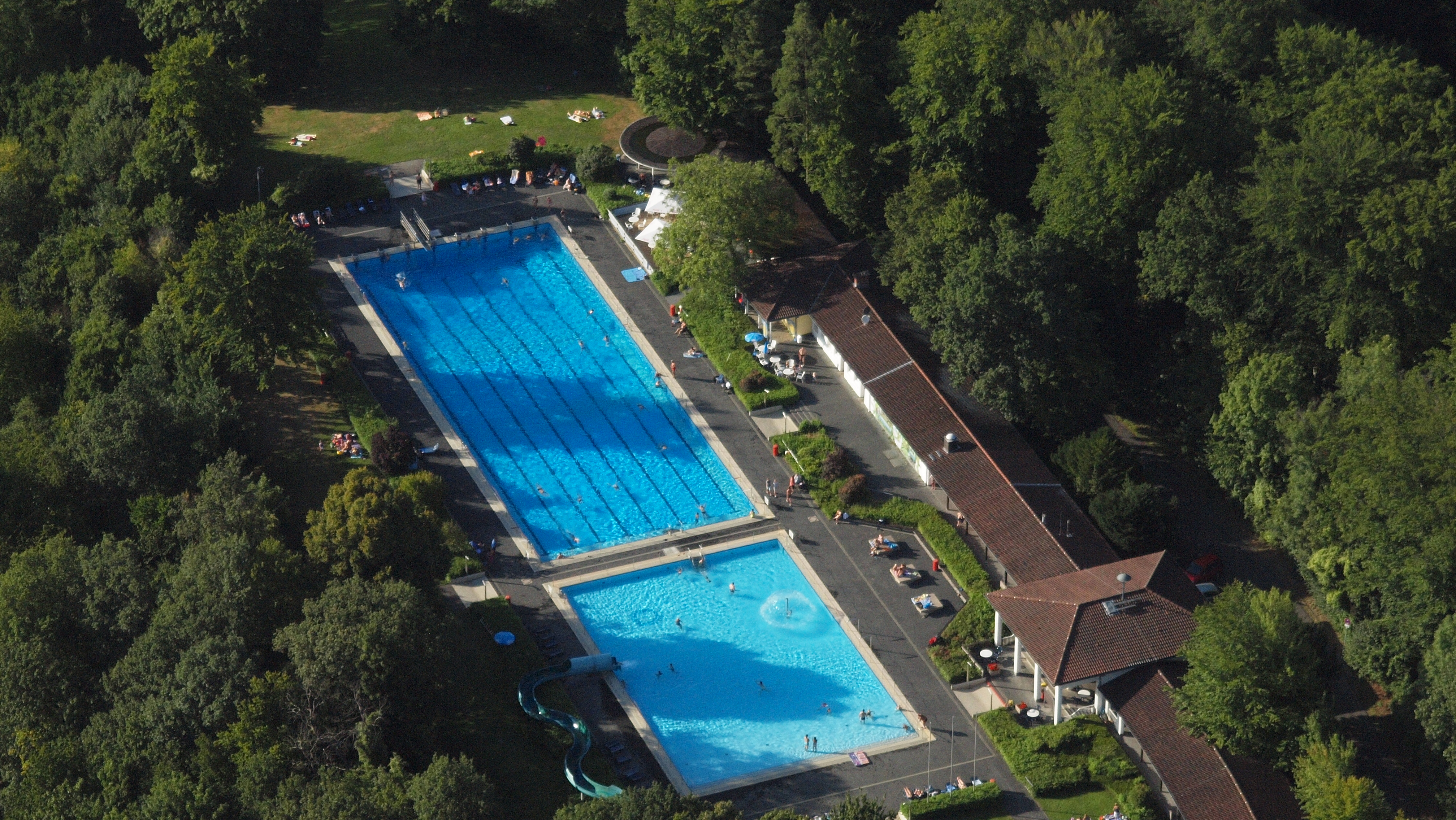
Königswinter, Lemmerz-Freibad, 2012

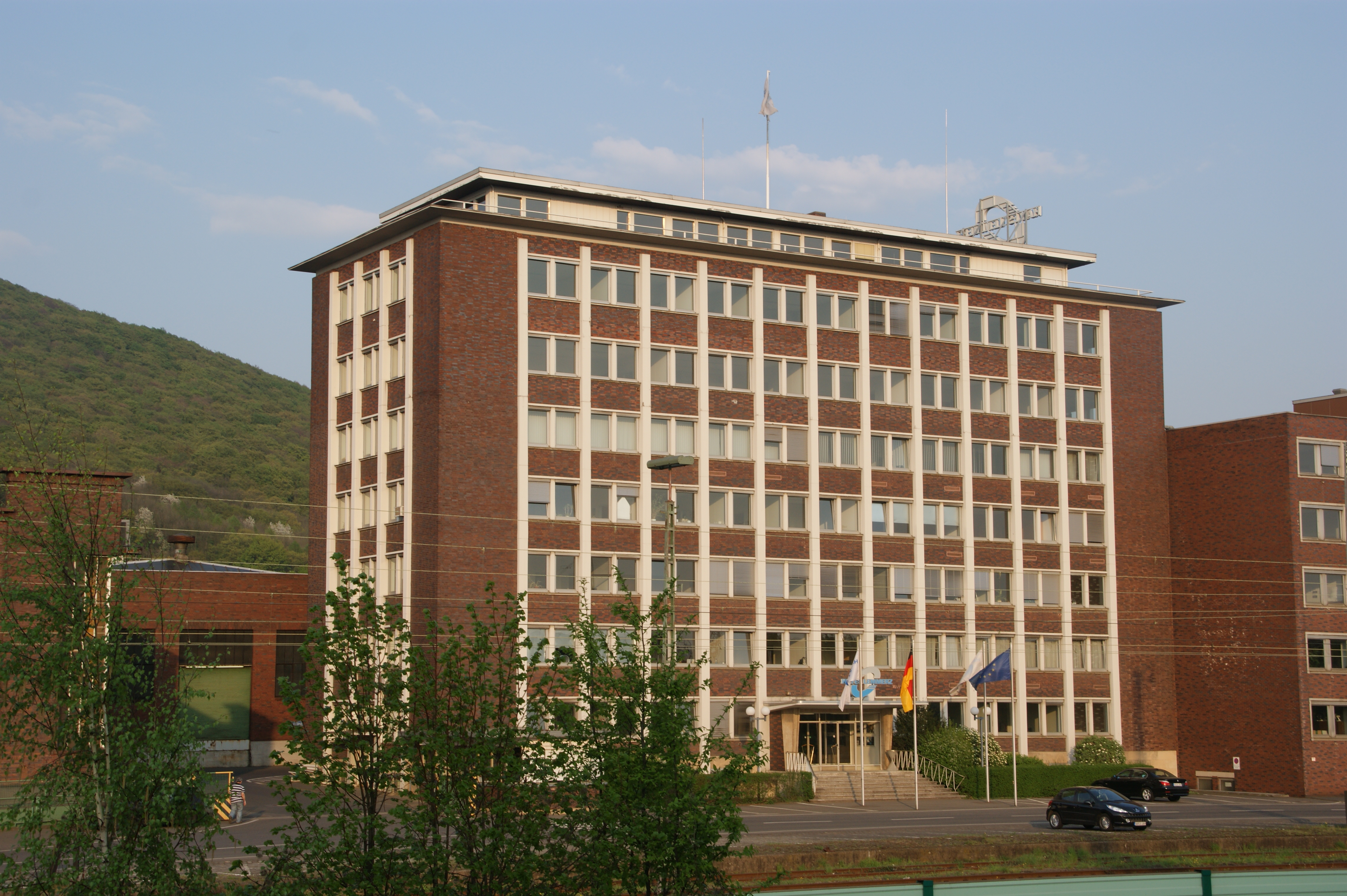
Lemmerz-Verwaltungsgebäude in Königswinter, 1955

Paul Lemmerz (* 6. Februar 1907; † 28. Februar 1977) war ein Räderfabrikant, Unternehmer und Stifter aus Königswinter.
Im Jahr 1935 übernahm er die Leitung der Lemmerz-Werk GmbH von seinem Vater Johann Lemmerz. 1949 erfand Paul Lemmerz die vierteilige gepresste Schrägschulterfelge hoher Tragfähigkeit für Nutzfahrzeuge. 1953 stiftete er Königswinter das Lemmerz-Freibad am Nordhang des Drachenfels und 1978 wurde das ebenfalls von ihm gestiftete und nach ihm benannte Paul-Lemmerz-Hallenbad eröffnet. Direktor und später Ehrenvorsitzender des Aufsichtsrats der Lemmerz-Werke KGaA (Autoräderfabrik, Stahl- und Walzwerk) wurde der seit 1919 im Unternehmen tätige Kaufmann Josef Damian (* 1903).
1997 fusionierte das Lemmerz-Werk mit der amerikanischen Hayes Wheels International zum weltweit größten Hersteller von Kfz-Rädern Hayes Lemmerz. 2012 ging durch die Übernahme der Firma durch die brasilianische Iochpe-Maxion-Gruppe diese in Maxion Wheels auf.
Paul Lemmerz war ab 1952, wie auch sein Vater vorher, lange Jahre Mitglied des Stadtrates.

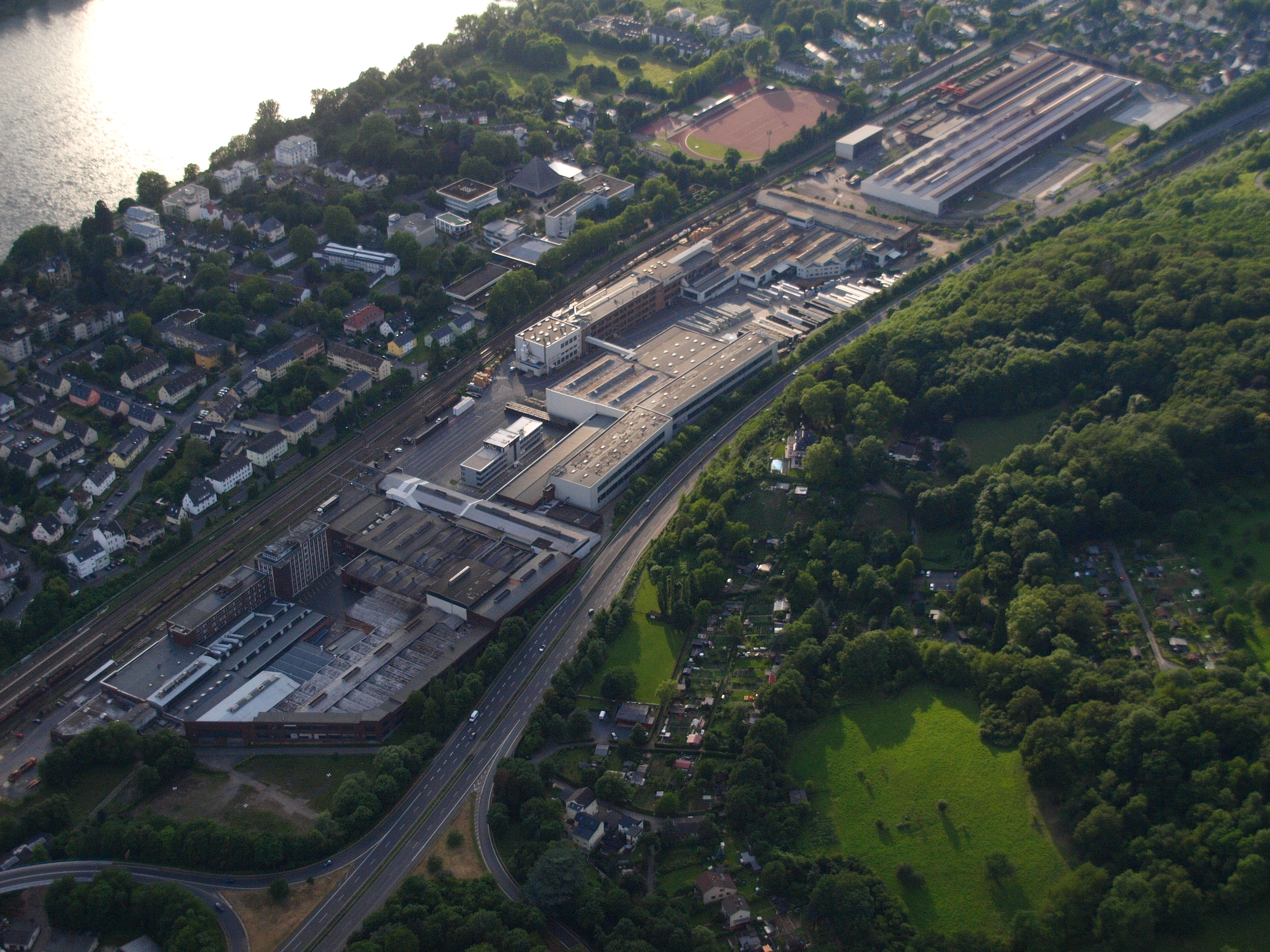
Das Lemmerz-Werk in Königswinter am Rhein

## Ehrungen
- 1953: Verdienstkreuz (Steckkreuz) der Bundesrepublik Deutschland
- 1957: Ehrenbürger von Königswinter